# الأستاذ فرينك
الأستاذ فرينك هو شخصية خيالية في المسلسل الأمريكي ذا سيمبسونز، يؤدي صوته الممثل الأمريكي هانك آزاريا.